# Odette Jasse
Odette Jasse (Sant Vitoret, Boques del Roine, 21 d'agost de 1899 - Marsella, 9 de gener de 1949) va ser una astrònoma, matemàtica, física i meteoròloga francesa que va seguir una carrera científica i administrativa a l'Observatori de Marsella.

## Biografia
La seva mare era mestra i el seu pare inspector de duanes; ell va morir el 1928 i la seva mare el va seguir només uns anys més tard.
Jasse va assistir a una escola per a noies a Marsella abans de graduar-se amb una llicenciatura en matemàtiques i física, i l'agost de 1920 va començar a treballar com a interna a l'Observatori de Marsella seguint el guiatge del director de l'Observatori Henry Bourget.
El 1923 va començar a treballar com a assistent d'astrònom, tot i que no va ser nomenada oficialment per a aquest càrrec fins al 1927. Descrita com a brillant, va obtenir un màster en física, i va fer investigacions d'espectroscòpia al laboratori del director Henri Buisson, que va escriure el seu obituari.
En aquesta ocupació, Jasse va observar planetes nans i les rutes d'ocultació de l'estrella Aldebaran i la Lluna, i va fotografiar cometes. Tanmateix, Jasse mai va completar la tesi doctoral, a causa, en part, de la seva devoció a les seves funcions a l'Observatori. A partir de 1934, va assumir les «pesades tasques» com a administradora de l'Observatori, la qual cosa «pot haver-la portat a una fi prematura».
Durant 24 anys també va treballar gairebé sola com a secretària editorial del Journal des Observateurs, una publicació internacional fundada a Marsella el 1915 per «ocupar el lloc» d'una revista astronòmica similar publicada a Alemanya, Astronomische Nachrichten. El 1968, diverses revistes d'astronomia europees, inclosa el Journal des Observateurs, es van fusionar per formar Astronomy & Astrophysics.
Jasse va morir l'any 1949 a Marsella, on un carrer de la ciutat porta el seu nom.